# Aluminatcement

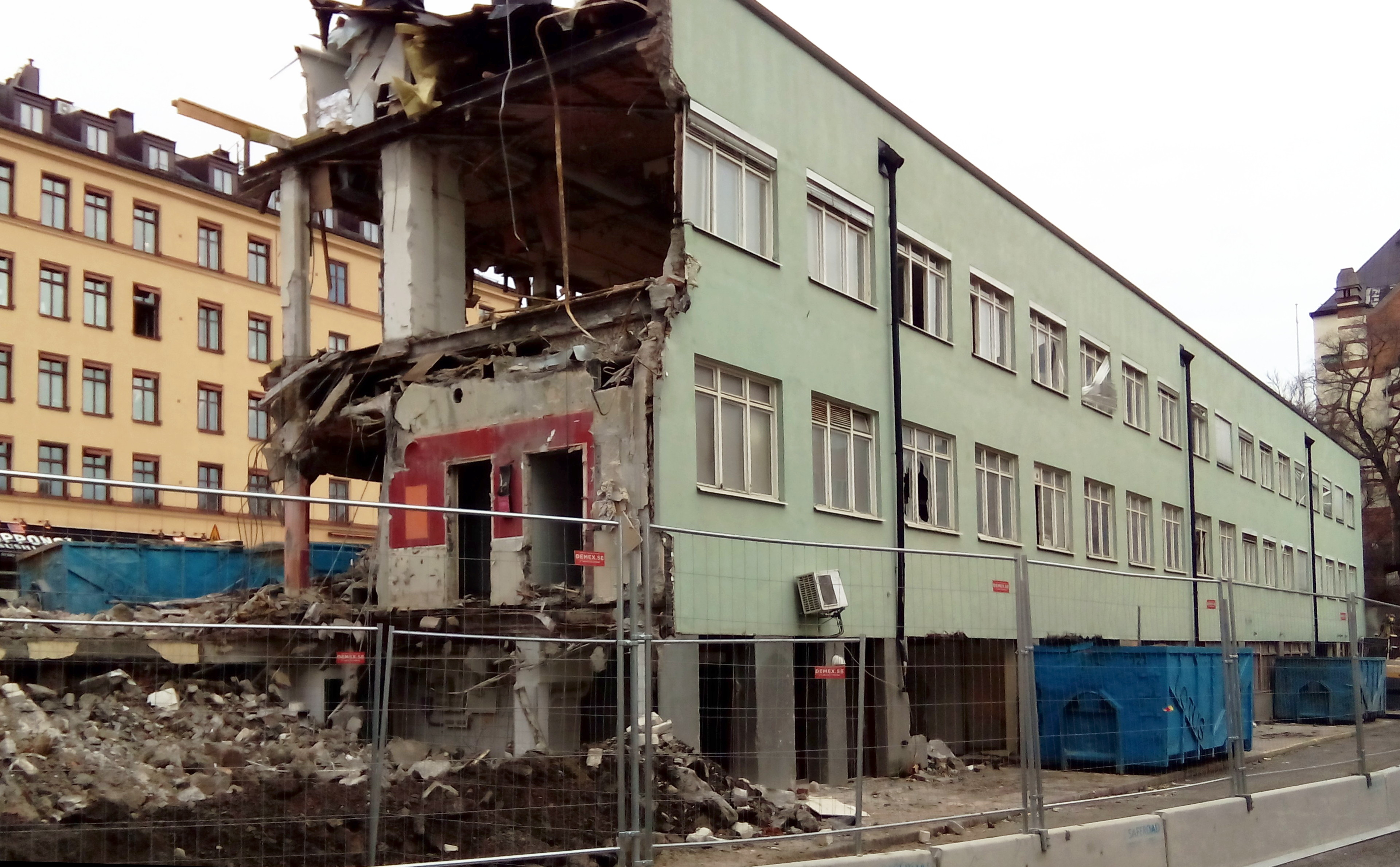
Rivning av Basaren i Stockholm 2016, vars bärande konstruktion var av aluminatbetong.

Aluminatcement, också benämnd smältcement, är en sorts cement, som används som ett alternativ till konventionell portlandcement framför allt när det finns behov av att betongen härdar snabbt eller att den ska stå emot stark värme eller då den gjuts i vinterkyla.
Aluminatcement har en hög andel aluminiumföreningar. Den används till exempel för eldfasta applikationer, för snabbhärdande betong eller inom borrteknik för återfyllning mellan foderrör och berg. Det är inte tillåtet att använda aluminatcement för bärande komponenter av betong, armerad betong och förspänd betong.
Cementen görs av kalksten (CaCO3) och bauxit (Al2O3). Komponenterna smälts samman och mals, vilket är orsaken till att den också kallas smältcement, en direkt översättning från franskans ciment fondu. Aluminatcement uppfanns och patenterades 1908 av fransmannen M.J. Bied. Den utvecklades ursprungligen för att åstadkomma motståndskraft mot svavel, för att användas i aggressiva miljöer och gipsgruvor. Tillverkningen började 1911 på företaget Lafarge. Det var en typ av cement, vars fördelar bedömdes vara tillräckligt stora för att motivera ett pris på ungefär tre gånger portlandcementets. 

## Styrkor och svagheter
Aluminatcement utvecklar mer värme än portlandcement när den brinner och kan därför användas i kallare väder. Den härdar också många gånger snabbare och är värmetålig. 
Den är dyrare att tillverka och kan typiskt kosta tre gånger mera. Avgörande problem är att den lätt blir porös och vittrar och att vattensläpp gör att armeringsjärn rostar mer än för betong med portlandcement. Den egenskapen var länge okänd, men ledde sedermera till att aluminatcement förbjöds 1941 i Sverige för användning i bärande konstruktioner. Från senare delen av 1900-talet har vittringsproblem i bärande konstruktioner uppmärksammats och lett till behov av förstärkningar och också varit argument för rivningar av byggnader.

## Tillverkning och användning i Sverige
Tillverkning av aluminatcement togs upp av Gotländska Cement AB Rute i Valleviken och blev en specialisering för denna cementfabrik.
I Stockholm är fler än 4 000 byggnader i farozonen på grund av vittrande betong av aluminatcement. Ett exempel på en skyddsvärd byggnad, som revs 2016 på grund av sin vittrande betong är det av Björn Hedvall 1931 ritade Basaren vid Hantverkargatan på Kungsholmen i Stockholm.